# Cyphoderia
Cyphoderia ist eine Gattung von beschalten (Testaten) Amöben in der Gruppe der Cercozoa.Cyphoderia-Arten sind in marinen Lebensräumen verbreitet, einige Arten wurden aber auch im Süßwasser gefunden.

## Beschreibung
Die Schale (Testa) ist birnenförmig, mit stark gebogenem Rückenteil; die Einzeller sind insgesamt einem Hörnchen oder Bumerang ähnlich. Sie sind meist farblos oder schwach gelb. Die Testa ist aus zahlreichen mehr oder weniger kleinen kreisförmigen Schuppen zusammengesetzt, die sich bei dieser Gattung nicht überlappend. Im Querschnitt ist die Schale kreisförmig oder schwach zusammengedrückt. Es gibt eine kreisförmige oder breit-elliptische Öffnung (englisch aperture), der Hals (engl. neck) ist gebogen. Der Fundus (Zellkörper) ist halbkugelförmig, er kann sich zu einer mehr oder weniger scharf gerundeten Spitze verjüngen. Das Zellplasma zeigt viele dunkle Körnchen, der Zellkern ist vergleichsweise groß und ebenfalls körnig. Die Zellen bilden feine gerade Filopodien (der Fortbewegung dienende Scheinfüßchen).
Innerhalb einer Population haben die meisten dieser Einzeller einen glatten, halbkugelförmigen Körper. Einige haben jedoch einen mehr oder weniger ausgeprägten nippelförmigen Scheitel, insbesondere bei sich teilenden Exemplaren. Eine der Tochterzellen hat einen mammilierten Apex (in Form einer Mamilla spitz zulaufendes Ende). Nach Siemensma ist daher das Vorhandensein oder Fehlen eines solchen Apex kein Argument, um verschiedene Arten wie C. trochus und C. ampulla zu unterscheiden. Diese Frage wurde auch von Badewitz (2003) diskutiert.
Die Abmessungen der Zellen sind nach Penard 155–185 µm, nach Siemensma Messungen: 122–126 µm.
Habitate der Gattung sind Süßwassersedimente, etwa ein kleiner Fluss in den Niederlanden, die Weser in Deutschland (Siemensma) und einige tiefe Schweizer Seen (Penard).

## Artenliste
Artenliste (Stand 20. September 2024):
Gattung Cyphoderia Schlumberger, 1845(J,μ,N)
- Cyphoderia amphoralis (Wailes & Penard 1911)(J)
- Cyphoderia ampulla (Ehrenberg 1840) Leidy 1878(J,μ,N,W)[6] [Difflugia ampulla Ehrenberg(W)]
- Cyphoderia calceola Penard 1899 [Cyphoderia calceolus Penard, 1899(J,μ)]
- Cyphoderia compressa Golemansky 1979(J,W)
- Cyphoderia laevis Penard 1902(J,μ)[7]
- Cyphoderia litoralis Golemansky 1973(J,N,W)
- Cyphoderia major (Penard 1891)(J)
- Cyphoderia margaritacea Schlumberger 1845(W) bzw. (Ehrenberg, 1840) Penard, 1902(J) – Synonym für Cyphoderia ampulla(J,W)
- Cyphoderia myosurus Penard, 1908[8]
- Cyphoderia perlucida Beyens, Chardez & De Bock 1986(J)
- Cyphoderia trocha Penard 1899 [Cyphoderia trochus Penard 1899(J,N)]
- ?Cyphoderia truncata Schulze 1875[7]
- Cyphoderia ventricosa Chardez 1991[9]
- Cyphoderia venusta (Penard, 1902) Ogden, 1983[10]
- Cyphoderia sp. Sr_rh_Cy01(N) – Einzelzell-Genom, isoliert aus Moos mit niedrigem pH-Wert(N)

Quellen:
(W)μ– World Register of Marine Species (WoRMS)
(J)W– National Institute for Environmental Studies, Japan (NIES)
(N)G– National Center for Biotechnology Information (NCBI)
(μ)W– Microworld
Früher umfasste die Gattung auch als eigene Art Cyphoderia margaritacea (bis dato Typusart), die heute als Synonym für C. ampulla gilt, die (ursprünglich jedoch mit Gattungsnamen Difflugia) bereits früher beschrieben wurde.

## Cyphoderia calceolus
Siemensma fand diese Spezies im November 2011 in einer Probe aus dem Neerbeek-Fluss in Neer, Niederlande, gefunden. Im Oktober 2012 fand Siemensma diese Art auch in der Weser bei Bodenwerder, Deutschland.

## Galerie

Cyphoderia ampulla
Cyphoderia calceola [C. calceolus]
Cyphoderia laevis
Cyphoderia myosurus
Cyphoderia trocha [C. trochus]